# Оберлунгвиц
Оберлунгвиц (нем. Oberlungwitz) — город в Германии, в земле Саксония. Подчинён административному округу Хемниц. Входит в состав района Цвиккау.  Население составляет 6324 человека (на 31 декабря 2010 года). Занимает площадь 14,67 км². Официальный код  —  14 1 73 190.

## История
До 1992 г. в городе базировалася 202 отдельный ремонтно-восстановительный батальон ГСВГ.

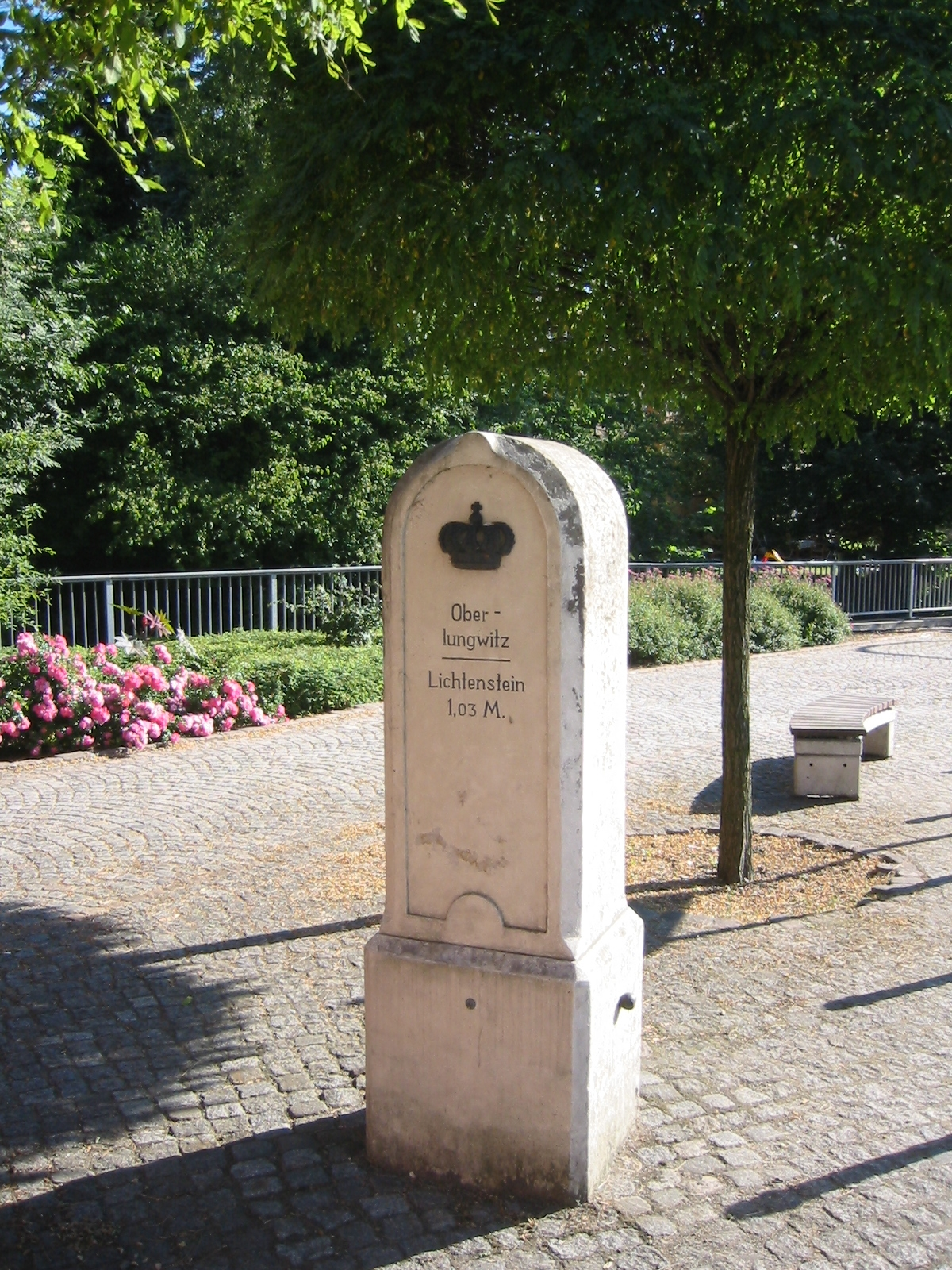
Почтовая колонна в Оберлунгвице